# Kharsarai
Kharsarai è una suddivisione dell'India, classificata come census town, di 5.850 abitanti, situata nel distretto di Hooghly, nello stato federato del Bengala Occidentale. In base al numero di abitanti la città rientra nella classe V (da 5.000 a 9.999 persone).

## Geografia fisica
La città è situata a 22° 44' 42 N e 88° 14' 51 E.

## Società

### Evoluzione demografica
Al censimento del 2001 la popolazione di Kharsarai assommava a 5.850 persone, delle quali 3.008 maschi e 2.842 femmine. I bambini di età inferiore o uguale ai sei anni assommavano a 632, dei quali 319 maschi e 313 femmine. Infine, coloro che erano in grado di saper almeno leggere e scrivere erano 3.934, dei quali 2.185 maschi e 1.749 femmine.